# Stang (Gemeinde Kirchschlag)
Stang ist ein Dorf in der Buckligen Welt, südliches Niederösterreich, und bildet eine Ortschaft und Katastralgemeinde der Gemeinde Kirchschlag in der Buckligen Welt. Stang ist regionaler Schulstandort der locker besiedelten Gegend.

## Gliederung der Ortschaft
Stang mit den umliegenden Orten hat 270 Einwohner verteilt auf 72 Häuser, wovon im Dorf 130 Menschen in 38 Häusern leben (2001). Das Dorf liegt auf einer Seehöhe von 610 m ü. A., am höchsten Punkt gemessen 642 m ü. A.
Zur Ortschaft gehören ein Teil des Orts Grohdorf (Streusiedlung ⊙ und auch Ortschaft der Gemeinde Hollenthon, der Kirchschlager Teil ⊙ als Rotte klassifiziert), Hofstatt ⊙, Obere Einschicht ⊙, St. Wolfgang ⊙ (jew.  zerstreute Häuser), sowie als Ortschaftsbestandteile die Einöden und Einzelhöfe Doppler ⊙, Gruber ⊙, Reitbauer ⊙ und Riegelbauer ⊙.

## Geschichte
Laut Adressbuch von Österreich waren im Jahr 1938 in der Marktgemeinde Stang zwei Gastwirte, ein Gemischtwarenhändler, ein Schmied, zwei Schneider, drei Schuster und einige Landwirte ansässig.
Mit 1. Jänner 1972 wurde Stang nach Kirchschlag eingemeindet.